# Amt Anklam-Land
Amt Anklam-Land er et amt i Landkreis Vorpommern-Greifswald i den tyske delstat Mecklenburg-Vorpommern. I Amt Anklam-Land har 18 kommuner sluttet der administration sammen, og den har sæde i kommunen Spantekow.
Amt Anklam-Land blev oprettet 1. januar 2005 af de tidligere amter Ducherow, Krien og Spantekow. 7. juni 2009 blev Drewelow og Japenzin indlemmet i Spantekow ligesom Löwitz og Rathebur blev en del af Ducherow. 1. januar 2010 blev Pelsin en bydel i Anklam.
1. januar 2014 blev de tidligere kommuner Liepen og Neetzow lagt sammen til den nye kommune Neetzow-Liepen.
Amtets område strækker sig fra floden Peene mod nord til Großer Landgraben mod syd Süden. En mindrte del af amtet frænser mod nordøst til Stettiner Haff. Amtet grænser i syd til Landkreis Mecklenburgische Seenplatte og amterne Torgelow-Ferdinandshof og Am Stettiner Haff og mod nord til Amt Züssow. Enkelte bakker i området når op over 50 meter. Den største sø er Putzarer See. Større vandløb er Peene, Große Landgraben og Peene-Südkanal.
I den nordlige del af Amt Anklam-Land går Bundesstraße B 199 fra den mod vest liggende motorvej A 20 mod Anklam. B 197 (fra Anklam mod Neubrandenburg) krydser amtet i nord-sydgående retning.

## Kommuner med landsbyer og bebyggelser
- Bargischow med Anklamer Fähre, Gnevezin og Woserow
- Blesewitz med Alt Sanitz und Neu Sanitz
- Boldekow med Borntin, Glien, Glien Siedlung, Kavelpaß, Putzar, Rubenow og Zinzow
- Bugewitz med Kalkstein, Kamp, Lucienhof og Rosenhagen
- Butzow med Alt Teterin, Lüskow og Neu Teterin
- Ducherow med Busow, Heidberg, Kurtshagen, Löwitz, Marienthal, Neuendorf A, Rathebur, Schmuggerow, Schwerinsburg og Sophienhof
- Iven
- Krien med Albinshof, Krien-Horst, Neu Krien, Stammersfelde og Wegezin
- Krusenfelde med Gramzow und Krusenkrien
- Medow med Brenkenhof, Nerdin, Thurow og Wussentin
- Neetzow-Liepen med Kagenow, Klein Below, Liepen, Neetzow, Padderow, Preetzen, Priemen, Steinmocker og Steinmocker-Ausbau
- Neu Kosenow med Alt Kosenow, Auerose, Dargibell og Kagendorf
- Neuenkirchen med Müggenburg og Strippow
- Postlow med Görke og Tramstow
- Rossin med Charlottenhof
- Sarnow med Idasruh, Panschow og Wusseken
- Spantekow med Dennin, Drewelow, Fasanenhof, Janow, Japenzin, Neuendorf B, Rebelow, Rehberg og Schwerinshorst
- Stolpe an der Peene med Dersewitz, Grüttow og Neuhof